# Стиль
Стиль (від лат. stylus, первісно — «паличка для письма», «стиль») — категорія формальна, що відзначає спільність пластичної мови та художньої форми.

## Стиль в історії культури
Стильове багатоманіття по різному проявлялося у різні історичні епохи.
В древню епоху, інформація про яку черпається з археологічних знахідок, стильове багатоманіття проявляється у порівнянні взірців пам'ятників древньої культури, що виявляють не тільки хронологічні ланцюги, але і відчутні лінії розквіту та занепаду культур. Древнім стилям властивий тісний зв'язок з властивим цьому регіону ландшафтом, типами розселення, побутового укладу. Вони чітко виражають різні ремісничі навички (напр. «червонофігурний» або «чорнофігурний» стилі давньогрецького вазопису). Зароджується й іконографічне визначення стилю (тісно сполучене з каноном): вирішальним виявляється який-небудь символ, основоположний для вірувань даного регіону або періоду (наприклад, «звіриний» стиль мистецтва євразійського степу, споконвічно пов'язаний з тотемізмом).
Сам термін «стиль» формується в добу класичної і пізньої античності. Стиль відокремлюється від речі або вірувань, перетворюючись у мірило творчої виразності як такий. В античній риториці та поетиці виникає розуміння необхідності різноманіття стилів, якими необхідно володіти поету чи оратору для ефективного впливу на сприймача; виділяються три стилі: «серйозний» (gravis), «середній» (mediocris) і «спрощений» (attenuatus). Регіональні стилі виходять за межі свого географічного походження: наприклад «аттичний» чи «азійський» вже не обов'язково стосуються створеного в Аттиці чи Малій Азії, але позначають «суворіше» або «квітчастіше й пишніше» у своїй манері.
В середні віки переважають географічний та релігійний чинники. Паралельно виникненню й поширенню світових релігій, ключовим чинником стилетвірної спорідненості стає іконографія. В Європі відмітні риси отримують романський та візантійський стилі, кожен з яких базується на особливій системі символічних ієрархій. Стильова спорідненість властива локальним центрам ранньохристиянської художньої культури Європи, Передньої Азії й Північної Африки. Подібні процеси властиві і мусульманській культурі, де віросповідальний чинник стає провідним у процесах стилетворення, і почасти уніфікує місцеві традиції.
В епоху відродження категорія стилю остаточно відособлюється. Примітно, що і сам термін ренесанс окреслює не тільки певну історичну епоху, але й стильову категорію. Культурні феномени, що тяжіли один до одного в силу регіональної чи релігійної спільності в епоху Відродження отримують оцінні судження, що намічають стильовим явищам певне місце в історичному процесі. Поняття історичного часу починає відділятися від образу цього часу, вираженого у ретроспекціях. З цього моменту стиль починає претендувати на нормативну загальність, а з іншого боку — індивідуалізується. Висуваються такі митці, як Леонардо да Вінчі, Рафаель, Мікеланджело, творчість яких розглядається в контексті поняття стилю певної особистості.
У 17–18 столітті відбувається подальша психологізація поняття стилю. Відомі вислови Р. Бертона «Стиль виявляє (arguit) людину» і Бюффона «Стиль — це людина» передували появі психоаналізу, показуючи, що мова йде не тільки про узагальнення, але про виявлення суті. Амбівалентність особистого і нормативного загострюється стилістичним антагонізмом, за якого будь-який стиль передбачав наявність певного протилежного стилю. Надалі подібна стилістична діалектика стає рушієм постійної боротьби традиціоналізму та авангарду, а властивою рисою історично значущих творів стає їх монолітна цілісність.
У просторі просвітницької культури епохальні стилі поступово витісняються напрямками, що часто змінюють один одного і визначають динаміку художньої моди. Ряд дослідників розглядають стиль як головний напрям історико-художнього дослідження, що виявляє світосприймання епохи, будову і ритм її буття, зокрема Шпенглер називає стиль «пульсом самоздійснення культури».

## Поняття стилю на сучасному етапі
Ідеалізація поняття стилю вносить ряд проблем у культурологію. Зокрема іноді стиль виявляється абстрагованою філософською програмою, що накладається ззовні на історико-культурну дійсність і, в результаті, замість певних культурних феноменів предметом досліджується їх відповідність тим чи іншим абстрактним стилістичним нормам.
Постмодерна епоха перетворює стиль на певний інструмент вираження у творчості митця. Сучасна практика показує, що різні стилі вже не стільки народжуються спонтанно, бувши підсумованими постфактум, скільки свідомо моделюються, орієнтуючись на історичні стилі. Наприклад, художник-стиліст не стільки винаходить, скільки комбінує історичний досвід; дизайнерське поняття «стайлінгу» (тобто створення візуального іміджу фірми) теж відрізняються комбінаторикою і еклектикою. Водночас сучасна видимість усієї світової історико-стилістичної панорами дозволяє не тільки плідно вивчати її багатоманіття, але і творчо її використовувати для пошуків індивідуального вираження.

## Носії стилю
Дослідник О. Соколов вважає «носіями стилю» компоненти форми, такі, як композиція, система образів, жанрові форми, ритм, колорит; на його думку, саме ці «стильотворчі фактори» об'єднують зміст твору — тему, проблематику, ідеї.